# SH703i
FOMA SH703i（フォーマ・エス エイチ なな まる さん アイ）は、シャープによって開発された、NTTドコモの第三世代携帯電話 (FOMA) 端末製品である。

## 概要
形状は「Half Metallic Design」が特徴的。上部には特徴的なメタリック調のパネルを採用し、サブディスプレイには文字が見やすい0.8インチの白色有機ELを搭載した。下部はグリップ部分となっている。
メインディスプレイは2.4インチのモバイルASV液晶で70Xシリーズで最高となる2.0MPカメラを搭載していて、動画のVGA撮影も可能。
この端末のボタンは白色に光る。
高速赤外線通信のIrSimpleに、デジタルオーディオプレーヤーはSD-Audioに対応。
外部メモリーはmicroSD。GPSには対応していない。
メニュー画面に動画を使用できる「きせかえツール」にも対応している。
| 主な対応サービス           | 主な対応サービス                    | 主な対応サービス         | 主な対応サービス                                     |
| -------------------------- | ----------------------------------- | ------------------------ | ---------------------------------------------------- |
| DCMX／おサイフケータイ     | うた・ホーダイ                      | 着うたフル／着うた       | デジタルオーディオプレーヤー(WMA)(AAC)(SDオーディオ) |
| 直感ゲーム／メガiアプリ    | Music&Videoチャネル／ビデオクリップ | 3Gローミング             | プッシュトーク                                       |
| FOMAハイスピード           | GPS／ケータイお探し                 | デコメール／デコメ絵文字 | iチャネル                                            |
| 着もじ                     | テレビ電話／キャラ電                | 電話帳お預かりサービス   | フルブラウザ                                         |
| おまかせロック／バイオ認証 | 外部メモリーへiモードコンテンツ移行 | トルカ                   | iC通信／iCお引越しサービス                           |
| きせかえツール／マチキャラ | バーコードリーダ／名刺リーダ        | 2in1                     | エリアメール                                         |

## 歴史
- 2006年10月27日：電気通信端末機器審査協会 (JATE)通過
- 2006年11月24日：技術基準適合証明 (TELEC) 通過
- 2007年1月16日: D703i・F703i・N703iD・P703i・SH703i・SO703i・N703iμ・P703iμ・SO903iTV・D800iDSの開発が発表。
- 2007年2月9日：発売
- 2007年4月9日：ソフトウェアアップデート。

## 不具合
- 2007年4月9日: 以下の2点がソフトウェア更新で修正された。参考リンク
  - 3件のデータが登録された電話帳において、電話帳検索を行い3件目の電話番号を選択すると、登録状態によっては待受け画面に戻ったり再起動をする。
  - 音声通話の相手側が終話した場合に、カーナビ・ドコモ製車載ハンズフリーキットなどに接続し使用すると、ハンズフリーの発着信でそれぞれ以下の現象が発生する。
カーナビでは音声発信ができない。機種によっては音声着信ができない。
ドコモ製車載ハンズフリーキットでは音声発着信ができない。